# Alliance for Climate Protection
Alliance for Climate Protection är en amerikansk organisation ledd och grundad av Al Gore. De ser som sitt huvudsyfte att förklara kopplingen mellan global uppvärmning och människors agerande.
Den är medlem av Save Our Selves, som organiserade Live Earth-konserterna i juli 2007, en del av intäkterna gick till organisationen. 
Al Gores, samt 5 % av filmbolaget Paramounts intäkter, från filmen En obekväm sanning gick till Alliance for Climate Protection.
Al Gore förklarade att hans vinstpengar från Nobels fredspris 2007 kommer att gå till organisationen.